# I lunghi coltelli
I lunghi coltelli (The Long Knives) è un romanzo di Irvine Welsh, uscito nel 2022.

## Trama
Ray Lennox, ispettore che conosciamo dai tempi di Crime, è in una fase cruciale: le cose con Trudi vanno bene e pare che finalmente convoleranno a nozze, ha chiuso con la cocaina e sul lavoro si prospetta addirittura una promozione. Ma le ombre del passato lo perseguitano: Lennox ha sbattuto in galera il famigerato serial killer a cui aveva dato a lungo la caccia, però sa che il mostro non ha vuotato il sacco fino in fondo; e poi ci sono gli incubi angoscianti su quella notte nel tunnel, tanto tempo fa, quando lui era solo un bambino. Riuscirà a voltare pagina? Nel frattempo l'ispettore è alle prese con una nuova, intricata indagine: Edimburgo è sconvolta dall'omicidio di Ritchie Gulliver, membro del parlamento britannico, il cui cadavere mutilato è stato rinvenuto in un magazzino di Leith. Chi lo conosceva bene non si stupisce: vizioso, razzista, corrotto, Gulliver nella sua vita aveva pestato i piedi a molti. Mentre Lennox cerca di vederci chiaro, i morti si susseguono, sempre con lo stesso modus operandi, sempre nelle alte sfere; inoltre, il killer sembra agire con l'aiuto di qualcuno e perseguire un suo macabro disegno di giustizia. Finché un giorno sparisce Fraser, il nipote di Lennox, e la faccenda si fa maledettamente personale.

## Edizioni
- Irvine Welsh, I lunghi coltelli, Guanda Noir, Guanda, 2022,  p. 384, ISBN 9788823530898.